# 國子博士
國子博士，中國古代學官名。教授國子學生，並備政治諮詢及參與祭典。

## 沿革
晉武帝咸寧四年（278年）立國子學，始置國子博士一員，隸國子祭酒，官階六品，地位高於太學博士。南朝宋不置國子學，亦常置國子博士二員。南齊建元四年（482）置國學，設國子博士二員，位比中書郎。南梁國學沿置，位九班。南陳時國子博士為四品官、秩一千石。北魏太和十七年（493年）定國子博士為從五品上，二十三年升為五品上。北齊國子寺國子學置五員，官階五品。隋代國子寺國子學置五員，官階正五品上，仁壽元年（601年）罷，大業三年（607年）置一員，官階正五品。唐代國子監國子學置五員，官階正五品上。隋唐以後，國子學隸國子監。